# Tołstyj Ług
Tołstyj Ług (ros. Толстый Луг) – wieś (ros. село, trb. sieło) w zachodniej Rosji, w sielsowiecie nowoiwanowskim rejonu sudżańskiego w obwodzie kurskim.

## Geografia
Miejscowość położona jest nad rzeką Snagosć, 8 km od granicy z Ukrainą, 4,5 km od centrum administracyjnego sielsowietu nowoiwanowskiego (Nowoiwanowka), 20 km od centrum administracyjnego rejonu (Sudża), 92,5 km od Kurska.
W granicach miejscowości znajdują się 104 posesje.

## Demografia
W 2010 r. miejscowość zamieszkiwały 132 osoby.